# F@U＃C%K
『F@U#C%K』（原題:For Unlawful Carnal Knowledge）は、ヴァン・ヘイレンが1991年に発表したアルバム。通算9作目。

## 解説
本作のアルバム・タイトルは「FUCK」のバクロニムで、英語圏ではしばしば『F.U.C.K.』と略され、邦題もそれを意識したものとなっている。『1984』以来、久し振りにテッド・テンプルマンがプロデュースに参加した。
本作ではギター中心の音作りに回帰し、キーボードを多用している楽曲は「ライト・ナウ」のみ。「パウンドケーキ」のイントロでは、電動ドリルのモーターの音を、エレクトリックギターのピックアップで拾い、増幅させた音を使用している。「316」は、ギター独奏によるインストゥルメンタルで、タイトルの由来は息子、ヴォルフガング・ヴァン・ヘイレンの誕生日（3月16日）である。
Billboard 200で初登場1位を獲得。また、グラミー賞ベスト・ハード・ロック・パフォーマンス部門を受賞、ヴァン・ヘイレン初のグラミー受賞となった。

## 収録曲
全曲メンバー4人の共作。
1. パウンドケーキ - "Poundcake" - 5:22
2. ジャッジメント・デイ - "Judgement Day" - 4:41
3. スパンクト - "Spanked" - 4:53
4. ランアラウンド - "Runaround" - 4:21
5. プレジャー・ドーム - "Pleasure Dome" - 6:57
6. イン・アンド・アウト - "In 'n' Out" - 6:05
7. マン・オン・ア・ミッション - "Man on a Mission" - 5:04
8. ザ・ドリーム・イズ・オーヴァー - "The Dream Is Over" - 4:00
9. ライト・ナウ - "Right Now" - 5:21
10. 316 - "316" - 1:29
11. トップ・オブ・ザ・ワールド - "Top of the World" - 3:55

## 参加ミュージシャン
- サミー・ヘイガー - ボーカル
- エドワード・ヴァン・ヘイレン - ギター、キーボード、バッキング・ボーカル
- マイケル・アンソニー - ベース、バッキング・ボーカル
- アレックス・ヴァン・ヘイレン - ドラムス、パーカッション

ゲスト・ミュージシャン
- スティーヴ・ルカサー - バッキング・ボーカル(on 11.)[4]